# Jo-mobil

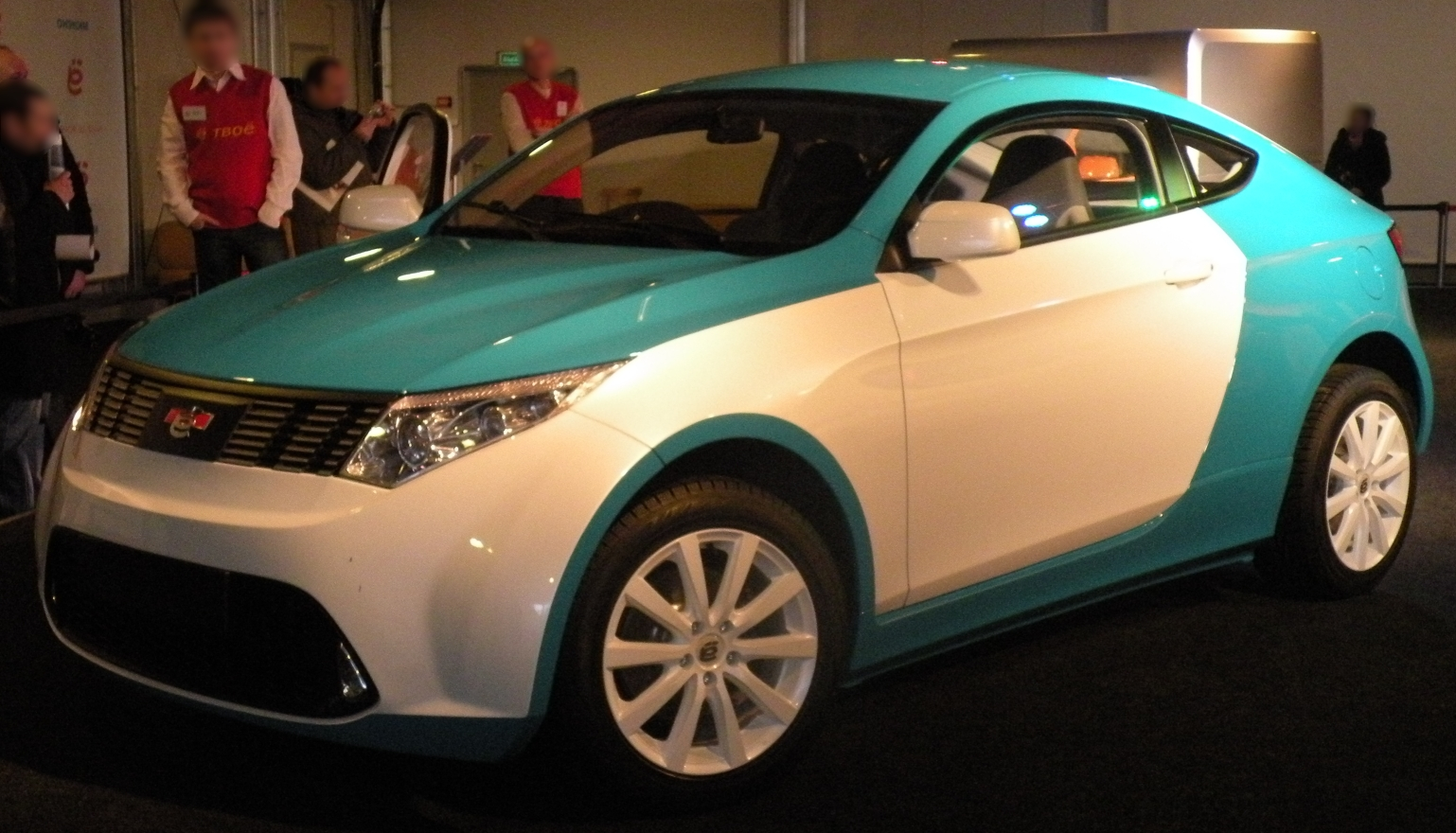
Jo-mobil coupé

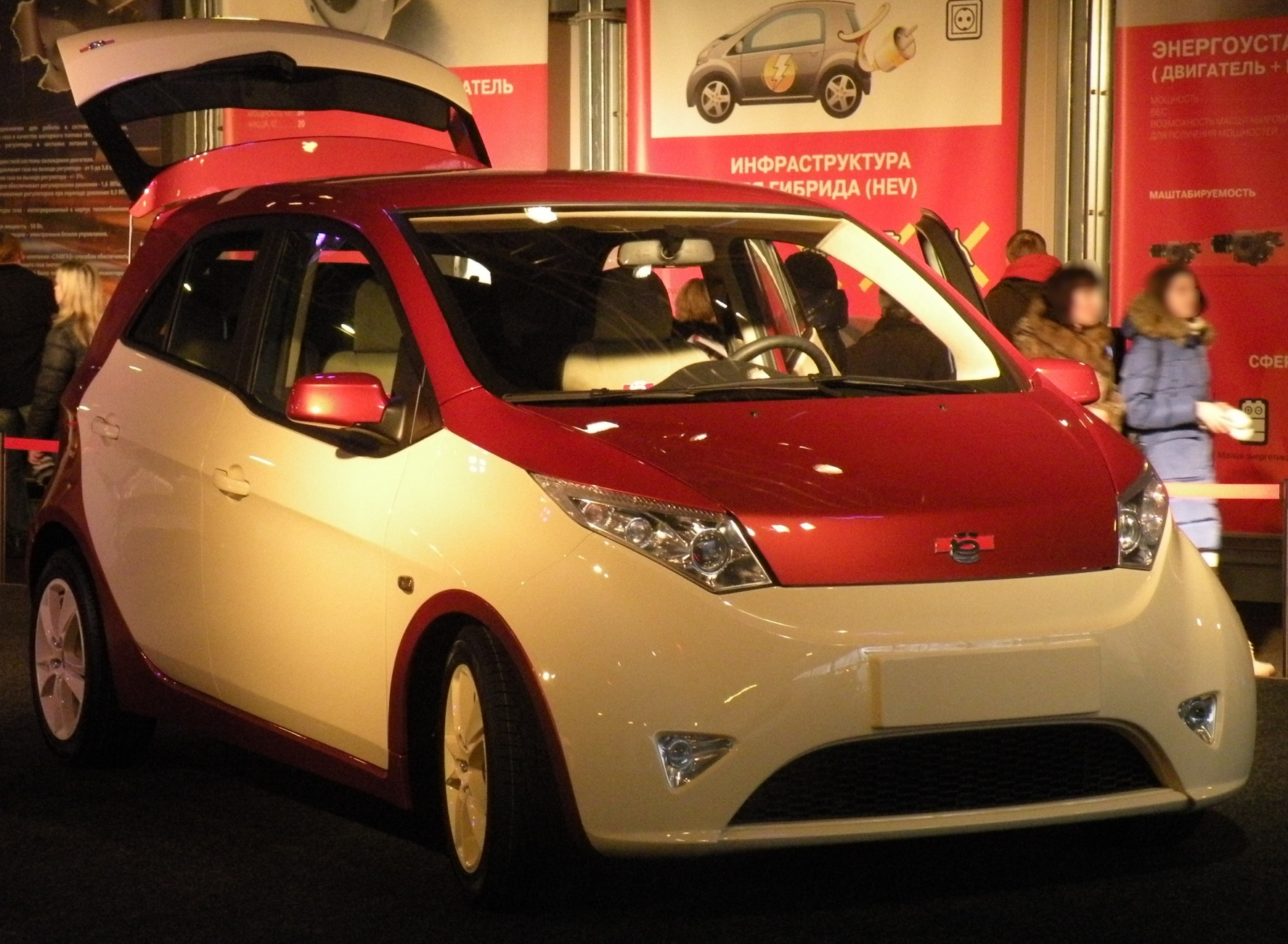
Jo-mobil hatchback

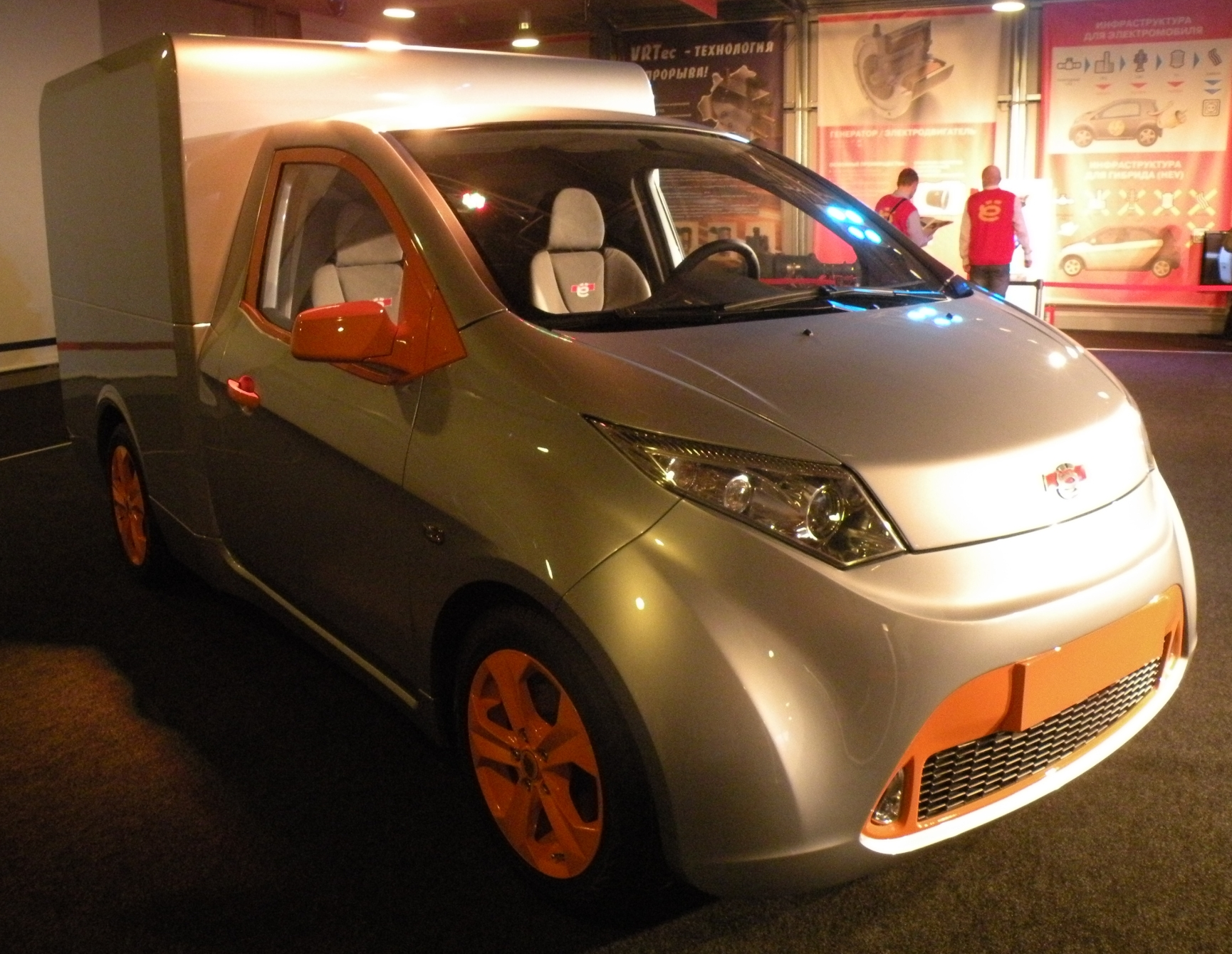
Jo-mobil truck

Jo-mobil (ros. Ё-мобиль) – samochód hybrydowy, zasilany prądem elektrycznym, dostarczanym przez generator, silnik oraz superkondensator.

## Podstawowe dane techniczne
Dane w oparciu o opracowanie z dnia 14 grudnia 2010 roku.
 W skład podstawowego wyposażenia wszystkich modeli wchodzi:
- Silnik z wirującym tłokiem o mocy 45 kW/60 KM

Paliwo — benzyna/gaz ziemny (metan)
Zasięg na pełnym zbiorniku paliwa — do 1100 km
Zasięg wyłącznie z użyciem energii elektrycznej (z wyłączoną jednostka spalinową) — 2 km
Europejska norma emisji spalin — EURO-5
- ABS i ESP
- Tempomat
- HVAC
- Dotykowy panel sterowania
- Wielofunkcyjna kierownica
- System nawigacji satelitarnej GPS i GLONASS z możliwością pobierania bezpłatnych map OpenStreetMap oraz możliwością redagowania i pobierania przez Internet lub USB
- System automatycznego rozruchu i wyłączenia silnika
- Alufelgi z Run-flat-oponami R16 (R17 dla Jo-cross-coupé) — umożliwiają jazdę po przekłuciu opony, w związku z czym Jo-mobile nie posiada koła zapasowego.
- Multimedialny system składający się z:

Internet 4G.
Audio, video z zewnętrznym przyłączem USB.
Telefon komórkowy z opcją Bluetooth.
| Dane techniczne                            | Jo-hatchback   | Jo-cross-coupé | Jo-truck       |
| ------------------------------------------ | -------------- | -------------- | -------------- |
| Wymiary długość X szerokość X wysokość, mm | 3892х1815х1611 | 4065х1832х1495 | 4200х1880х1870 |
| Liczba miejsc                              | 5              | 4              | 2              |
| Liczba poduszek powietrznych               | 2              | 2              | 2              |
| Masa własna, kg                            | 700            | 650            | 650            |
| Max. masa całkowita, kg                    | 1200           | 900            | 1550           |
| Ładowność, kg                              | —              | —              | 750            |
| Objętość przestrzeni ładunkowej, m²        | —              | —              | 4,0            |
| Napęd                                      | 4х4(4х2)       | 4х4(4х2)       | 4х4(4х2)       |
| Prześwit, mm                               | 170            | 200            | 170            |
| Prędkość maksymalna, km/h                  | 130            | 130            | 130            |
| Przyspieszenie (od 0 do 100km/h [s]):      |                |                |                |
| Tryb «EKO»                                 | 11             | 10             | 14             |
| Tryb «SPORT»                               | 8              | 7              | —              |
| Tryb «ŚLISKO»                              | 14             | 14             | 18             |
| Zużycie paliwa na 100km                    | 3,5            | 3,5            | 4,0            |

## Cechy charakterystyczne projektu Jo-mobil
- Radykalnie ograniczona liczba części i podzespołów (2-2,5 razy mniej niż w przeciętnym samochodzie osobowym)[2].
- Konstrukcja modułowa składająca się z 400 wymiennych modułów pozwala zdecydowanie uprościć produkcje, serwisowanie, remont i adaptacje do przyszłościowych innowacji oraz indywidualnych preferencji właścicieli Yo-mobila[3].
- Na początku koncepcja nadwozia zakładała kombinacje przestrzennej ramy aluminiowej o masie około 100kg[4] z wymiennymi panelami z włókna bazaltowego[2], jednak później koncepcje te zmieniono na korzyść samonośnej konstrukcji kompozytowej na bazie polipropylenu[5].

Termin testów zderzeniowych w jednej z europejskich agencji został wyznaczony na listopad 2010 roku. Wiadomo już ze wytrzymałość i odporność na wahania temperatur polipropylenu jest wyższa niż u metali, a koszt produkcji materiału będzie niższy, ze względu na wykorzystanie surowców gazowych. Struktura elementów poszycia nadwozia będzie wykonana w technologii komórkowej, co przy deformacji pochłania znaczną część energii uderzenia przenosząc ją na całe nadwozie. Według relacji konstruktorów, prace przy nadwoziu spełniającym wszystkie europejskie normy bezpieczeństwa pasywnego prowadzi firma Magna International.
Możliwość remontowania elementów takiego rozwiązania uznaje się za nieefektywną (duże prawdopodobieństwo wymiany całych elementów na skutek poważnych uszkodzeń), jednak okoliczność ta odpowiada założeniom produkcji i remontowania samochodu modułowego - zakłady producenta przygotowują Kit car według zamówień, a ostateczną kompletację wykonują autoryzowani dilerzy
.
- Jako magazyn energii wykorzystano baterię (superkondensatorów) o wadze 100kg, zostały one rozlokowane pod tylnymi siedzeniami. Pełne naładowanie wykorzystanych superkondensatorów zajmuje 10 minut[4].
- Prędkość maksymalna jest elektronicznie ograniczona do 130km/h[6].
- Przebieg między przeglądami technicznymi — 40 tys. kilometrów[6].
- Oczekiwana żywotność silnika 1 milion kilometrów[3].
- Produkcję autozestawów planuje się wykonywać w regionalnych mini fabrykach z roczną produkcją 10 tys. samochodów[2].

### Porównywalne gabarytowo samochody
- Toyota Yaris
- Hyundai Getz

## Plany na najbliższy okres
- Styczeń 2011—2012 roku — budowa pierwszej fabryki Jo-mobili o mocy produkcyjnej 10 tys. aut rocznie[2].
- Lipiec 2012 rok — Początek produkcji Yo-mobili[2].

W 2012 r. ogłoszono, że przewidywany termin rozpoczęcia produkcji zostaje przesunięty na początek roku 2015.

15 sierpnia 2013 roku została otwarta oficjalna strona firmy ё-ENGINEERING, prowadzącej do opracowania dla jo-mobila. Na stronie internetowej informacje o jednostkach inżynierskich.